# DJ TIARA
DJ TIARA（ディージェイ・ティアラ）は、日本の女性DJ。

## 来歴
約10年間に渡ってダンサー、モデル、イベント・プロデューサーとして活動。
アヴィーチーやカルヴィン・ハリスに影響を受けてDJを始める。「TIARA TYPINSKY」（ティアラ・タイピンスカイ）名義で活動。
2015年に六本木MAHARAJAでDJデビュー。デビューから8ヶ月後には新木場のクラブ「ageHa」でアリーナのメインDJを担当。同年よりプロデューサーとして楽曲の制作も開始。
2015年6月20日に「Tiara」、12月24日に「Arabian Bounce」を発表。
2018年よりシャンパンガールチーム「C.G.PINK」のプロデュースも務める。
スピニン・レコードと契約し、ヨーロッパでデビュー。
2024年には港区議員選挙に出馬。

## ディスコグラフィ

### シングル
| #         | タイトル                  | 作詞 | 作曲・編曲 | 時間 |
| --------- | ------------------------- | ---- | ---------- | ---- |
| 1.        | 「Tiara (Beat Crew Mix)」 |      |            | 4:15 |
| 合計時間: | 合計時間:                 | 4:15 |            |      |

| #         | タイトル           | 作詞 | 作曲・編曲 | 時間 |
| --------- | ------------------ | ---- | ---------- | ---- |
| 1.        | 「Arabian Bounce」 |      |            | 4:18 |
| 合計時間: | 合計時間:          | 4:18 |            |      |

| #         | タイトル           | 作詞 | 作曲・編曲 | 時間 |
| --------- | ------------------ | ---- | ---------- | ---- |
| 1.        | 「Princess Tokyo」 |      |            | 4:30 |
| 合計時間: | 合計時間:          | 4:30 |            |      |

| #         | タイトル           | 作詞  | 作曲・編曲 | 時間 |
| --------- | ------------------ | ----- | ---------- | ---- |
| 1.        | 「Paripolipipo」   |       |            | 4:28 |
| 2.        | 「Typinsky World」 |       |            | 4:19 |
| 3.        | 「Rhythmic Sky」   |       |            | 3:50 |
| 合計時間: | 合計時間:          | 12:37 |            |      |

| -         |              |      |            |      |
| #         | タイトル     | 作詞 | 作曲・編曲 | 時間 |
| 1.        | 「Ichinuke」 |      |            | 2:55 |
| 合計時間: | 合計時間:    | 2:55 |            |      |

## 受賞歴
- TOP 100 FDJ 2019 69位
- TOP 50 FDJ 2019 ASIA 7位
- TOP 100 DJANE OF ASIA 2019 33位
- EDMdroid Asia - Asia's Top 10 Sexiest Female DJs 2019 4位[7]
- world’s sexiest djs of 2019 Japan・Asia1位 / World 6位

## 出演

### テレビ
- ＃渡辺直美のヤバスタグラム（2019年2月8日、日本テレビ）
- ご参考までに。（2019年9月30日、日本テレビ）

### YouTube
- にゅ〜じぇね.tv「【復活】6人の美女の中から新メンバーを決めちゃいます！」、「DJとシャンパンガールが乱入して大暴れ！新メンバーオーディション【中編】」、「メンバーに売れっ子女性タレントが入ります！」
- DIY Recordings「DJってどうやるの？世界を舞台に活躍する女性DJに聞いてみた！！愛機【DDJ-SB2】チュートリアル」